# Juomajärvi
Juomajärvi är en sjö i Pajala kommun i Norrbotten och ingår i Kalixälvens huvudavrinningsområde. Sjön har en area på 0,0792 kvadratkilometer och ligger 163,6 meter över havet.

## Delavrinningsområde
Juomajärvi ingår i det delavrinningsområde (743067-182158) som SMHI kallar för Utloppet av Pirttiniemenjärvi. Medelhöjden är 171 meter över havet och ytan är 10,66 kvadratkilometer. Räknas de 6 avrinningsområdena uppströms in blir den ackumulerade arean 105,68 kvadratkilometer. Pirttiniemenjoki (Suankijoki) som avvattnar avrinningsområdet har biflödesordning 3, vilket innebär att vattnet flödar genom totalt 3 vattendrag innan det når havet efter 158 kilometer. Avrinningsområdet består mestadels av skog (56 procent) och sankmarker (17 procent). Avrinningsområdet har 1,64 kvadratkilometer vattenytor vilket ger det en sjöprocent på 15,4 procent.